# مهدیس کامکار
مهدیس کامکار (متولد ۱۳۴۴ در تهران) روانپزشک ایرانی و پژوهشگر حوزه روان‌شناسی و علوم اجتماعی‌ست. او دانش‌آموخته رشته روان‌پزشکی از دانشگاه علوم پزشکی تهران است. کامکار همچنین عضو هیئت تحریریه فصلنامه رفاه اجتماعی و از اعضای فعال «انجمن حمایت و یاری آسیب‌دیدگان اجتماعی (احیا)» و «مجتمع نیکوکاری رعد» است.

## فعالیت‌ها
پژوهش‌های او عمدتاً در حوزه مطالعات جنسیت، ازدواج، جرم‌شناسی، ارتباطات، اعتیاد، مشکلات جنسی، انحراف جنسی، روسپی‌گری، خشونت، روان‌شناسی کودک و افسردگی است. او به دلیل پرداختن به مشکلات روانی زنان، برگزاری جلسات آموزش مسائل جنسی و فعالیت در حوزه تغییر جنسیت شناخته شده‌است. او همچنین از مشاوران پزشکی فیلم خون‌بازی بود و خدمات مشاوره نیز ارائه می‌دهد.